# Yamina Mechakra
Œuvres principales
La Grotte éclatée
Yamina Mechakra, née en 1949 à Meskiana et décédée à Alger en 2013, est une romancière et psychiatre algérienne. Auteur de seulement deux romans et de quelques nouvelles, c'est son premier roman La Grotte éclatée qui lui offre la notoriété. Dans sa préface, Kateb Yacine, qui a beaucoup participé à la relecture de l'ouvrage, écrit « Dans notre pays, une femme qui écrit vaut son pesant de poudre ». Le roman, sur fond de guerre d'indépendance, explore les thèmes de la peine, du deuil, de la guerre et de la révolution. Le roman, difficile à lire, présente un style lyrique, mais troué et morcelé. Son second roman, Arris, inspiré de son expérience de psychiatre, traite de la quête identitaire et de l'importance des racines. Yamina Mechakra est également un auteur engagé qui soutient l'importance d'une révolution culturelle en Algérie dans le processus de décolonisation.

## Biographie
Peu d'éléments sont connus de la vie de Yamina Mechakra mais Kateb Yacine a écrit dans la préface de son livre qu'elle a eu une « vie cruelle et tourmentée »,.
Elle est née en 1949 à Meskiana, au nord des Aurès,, dans une région de langue chaouïa. 
Dès l'âge de neuf ans, elle commence à écrire en prenant des notes sur un « cahier-journal » qui s'enrichit au fil du temps. 
Deux éléments marquent profondément son enfance : son père torturé par les Français pendant la guerre, ainsi que la vision d'un homme exposé dans la rue, mourant, attaché au canon d'un char.
Elle commence l'écriture de son premier roman en 1973 alors qu'elle étudie la psychiatrie à l'Université d'Alger,. Sa thèse universitaire en littérature est consacrée à Apulée de Madaure(aujourd'hui Madourouch). C'est à Alger qu'elle rencontre Kateb Yacine avant son départ pour Rome et Paris.
Ce dernier l'accompagne dans l'écriture de son roman en lui prodiguant conseils et orientations. L'ouvrage nécessite trois réécritures et fait donc l'objet de trois versions,.
Il est publié pour la première fois en 1979,.
Elle continue d'écrire les années qui suivent, mais ne publie pas, confiant à un journaliste qu'elle perd ses manuscrits,.
En 1997, alors qu'elle traite un jeune garçon dans le cadre de son métier de psychiatre, elle s'inspire de ses notes pour écrire son second roman Arris.
Celui-ci est publié en 1999.
Elle est décédée à Alger le 19 mai 2013 à l'âge de 64 ans des suites d'une longue maladie,. Un hommage lui est rendu le 20 mai 2013 au Palais de la culture et elle est enterrée le jour même au cimetière de Sidi Yahia.

## Œuvres

### Liste
Yamina Mechakra n'a produit que deux romans au cours de sa carrière littéraire :
- La Grotte éclatée, SNED, 1979, 172 p.[11]
- Arris, Marsa Editions, 1999, 92 p.[1]

Elle a également écrit quelques nouvelles, peu connues du grand public,.

### Analyse
Située en pleine guerre d'indépendance, La Grotte éclatée raconte l'histoire d'une jeune orpheline qui prend le maquis près de la frontière tunisienne pour soigner les blessés. Elle y rencontre plusieurs personnages qui l'enrichissent par leurs récits. Elle épouse un maquisard dont elle a un fils, Arris. Son mari tué, son fils grièvement blessé au napalm lors d'un bombardement, elle perd elle-même un bras et tombe progressivement dans la folie,,.
L'auteur n'a pas connu la guerre en tant qu'adulte,, mais elle a su interpréter les événements et le carnage qui leur est lié comme un témoin de premier plan. 
Le roman explore les déchirures, la perte et le deuil de l'héroïne dans un pays où tous les repères du passé ont disparu. Les thèmes de la peine, de la guerre et de la révolution sont également particulièrement présents. Yamina Mechakra défend également l'idée que la femme est la source de la nation et de la fondation d'un état indépendant.
Dans la préface du roman, intitulée Les Enfants de la Kahina, Kateb Yacine écrit « Dans notre pays, une femme qui écrit vaut son pesant de poudre. ».
Longtemps considérée comme l'écrivain d'une seule œuvre, elle publie en 1999, soit vingt ans après son premier roman, un second titre, Arris, basé sur son expérience de psychiatre à l'hôpital auprès de mères célibataires et de leurs enfants.
Ce roman est dans la continuité de La Grotte éclatée. Il traite de la quête identitaire et de l'importance des racines.

### Style
La Grotte éclatée est un roman difficile à lire. À la fois journal et poème, le style est lyrique mais également troué et morcelé. 
Le style de Yamina Mechakra est décrit comme « piquant, concis et souvent exaltant ».

## Engagement
Yamina Mechakra est un écrivain indépendantiste engagé. Elle défend dans ses conférences l'idée d'une révolution culturelle en Algérie permettant d'achever la décolonisation. Elle soutient que cette dynamique pédagogique permettrait la libre-circulation et la confrontation des idées assurant de ce fait un rapprochement entre les algériens autour de valeurs nationales et d'un projet de société commun.

## Prix Yamina Mechakra
En septembre 2018, le ministre de la Culture algérien, Azzedine Mihoubi, lance le premier prix Yamina Mechakra. Il s'agit d'un prix littéraire qui concerne les œuvres littéraires d’écrivaines algériennes ecrites en arabe, tamazight et (ou) en français. En 2018, il sera attribué en fin d'année cours par un jury exclusivement féminin présidé par Rabia Djelti pour la langue arabe, Maïssa Bey pour la langue française et Lynda Koudache pour le Tamazight.

## Décorations
- Achir de l'ordre du Mérite national d'Algérie.